# ARA Parker (P-44)
La corbeta ARA Parker (P-44) (COPA) es una corbeta multipropósito MEKO 140 de la Armada Argentina construida en el Astillero Río Santiago (del AFNE), situado en Ensenada, Argentina, con licencia y materiales provistos por el astillero Blohm + Voss de Alemania Occidental. Fue el primer buque de la serie en ser equipado con un hangar telescópico para el helicóptero.

## Historia
La construcción de la ARA Parker fue autorizada por el decreto N.º 2310/79 del 1 de agosto de 1979. La corbeta Parker fue botada el 30 de marzo de 1984 siendo su madrina la entonces primera dama de la Nación, María Lorenza Barreneche de Alfonsín. Se incorporó a la 2.ª División de Corbetas de la Flota de Mar el 17 de marzo de 1990. Recibió su Pabellón de Guerra ese mismo día, donado por la Delegación Rosario del Círculo de Egresados de la Escuela de Defensa Nacional. El buque apadrina a la Escuela N.º 4 «Juan B. Alberdi» de Juan Pradere.

## Servicio operativo
Desde su incorporación a la 2.ª División de Corbetas, actual División de Corbetas, participa en las ejercitaciones con el resto de los buques de la Flota de Mar, la División Patrullado Marítimo, la Fuerza de Submarinos y aviones y helicópteros de la Aviación Naval. También ha tomado parte en numerosas operaciones navales con unidades de otros países.
En 1997, representó, junto con su gemela ARA Rosales, a la Armada Argentina en la Parada Naval por el 75.º aniversario de la Armada Sudafricana, realizado en Ciudad del Cabo, aprovechando el viaje para también realizar el ejercicio Atlasur.
Se alistó para intervenir en operaciones de combate en el golfo Pérsico en 1998 junto al destructor ARA La Argentina, ante una eventual segunda intervención contra el régimen de Saddam Hussein debido a las tensiones de ese año; finalmente, este despliegue no se produjo.
A fines de 1998, representó a la Armada Argentina en la feria Exponaval de Valparaíso, la cual se realizó por primera vez en ese momento.
En 1999, formó parte del primer ejercicio combinado con el Reino Unido luego de la guerra de las Malvinas, denominado Millenium. La unidad volvió a participar del ejercicio combinado Atlasur en Brasil ese año.
En el año 2004, junto a su gemela, la ARA Rosales, realizó el Viaje de Instrucción de los Cadetes de la Escuela Naval, ya que la ARA Libertad se encontraba en un proceso de modernización de media vida.
Integró la edición 2006, del ejercicio Fraterno, junto a la Marina de Brasil.

### Década de 2010
Las actividades operativas son variadas. La participación en ejercicios conjuntos y combinados es constante, realizando despliegues en diferentes puntos del mar argentino y del extranjero.
En octubre de 2014, fue comisionada para buscar en aguas del Brasil al velero argentino Tunante II, perdido luego de una fuerte tormenta mientras navegaba hacia Río de Janeiro.

### Década de 2020
El gobierno argentino aprobó, a través de la Decisión Administrativa 1213/2021, la contratación del Astillero Tandanor, por parte de la Armada Argentina, para la conversión, reparación y modernización integral de la Corbeta, se modificará a la misma para realizar trabajos de patrulla marítima, removiendo los lanzadores de misiles MM38 Exocet para ubicar una grúa Palfinger Marine PK11001MB y dos botes semirrígidos para interceptar embarcaciones.
Hacia 2025 el proyecto se halla paralizado y la corbeta permanece desarmada en el astillero sin definir destino.

## Su nombre
Es el segundo buque de la Armada Argentina que lleva el nombre del capitán Enrique Guillermo Parker, capitán de bandera y luego segundo comandante de la Escuadra del almirante Guillermo Brown en 1826. El primero fue el rastreador ARA Parker (1938).